# Central hidroeléctrica Francisco Morazán
La Central Hidroeléctrica Francisco Morazán (también conocida como "El Cajón") está situada en el curso del río Comayagua, en el departamento de Cortés, Honduras. La represa de El cajón es del tipo de arco doble, la cual distribuye parabólicamente el agua hacia las paredes de las montañas que actúan como contrafuertes. Es la planta hidroeléctrica y de control de inundaciones más grande de Honduras. También es la quinta represa más alta de América, la decimosexta más alta en el mundo. Además es la represa en arco más alta del hemisferio occidental y la sexta en el mundo. A través de esta represa se obtiene gran parte de la energía del país en ella hay más de 50 mil galones de agua.

## Historia
Se hicieron estudios de factibilidad para la construcción de la represa durante aproximadamente quince años. La construcción se inició el 15 de junio de 1980 y se concluyó en 1985, con una capacidad para generar 300 megavatios. En los años iniciales la planta abasteció el 100 % de la demanda de energía eléctrica del país. 
En 2022, las sequías y la consiguiente reducción del volumen de agua en el embalse, redujeron la capacidad de producción de la planta hasta 14% de la demanda nacional.

## Costo
El costo total de su construcción fue de 775 millones de dólares en 1984, equivalente a 1,785 millones de dólares según la inflación del 2014 y 2015.

## Características

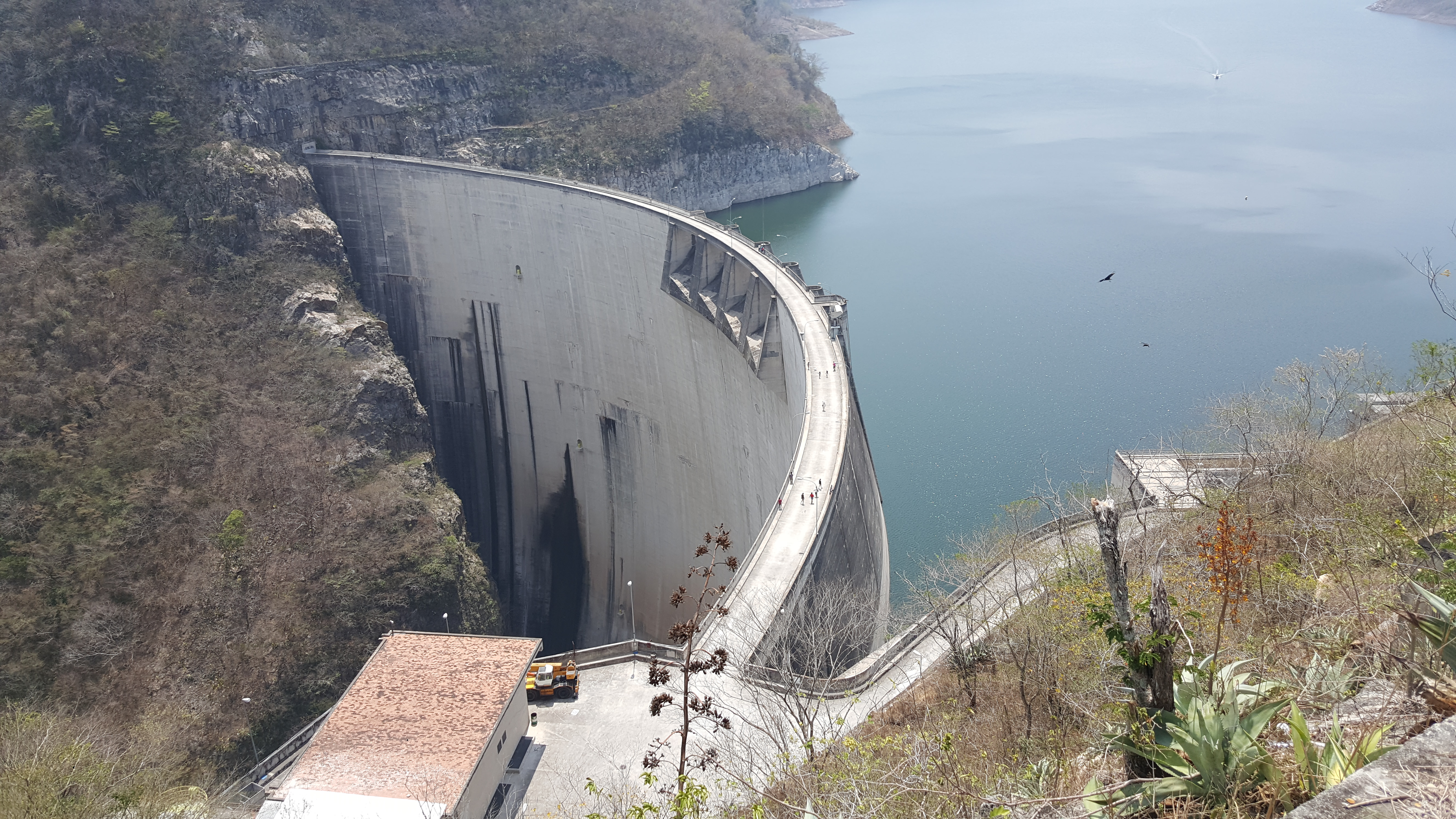
Represa hidroeléctrica el cajón Honduras, en verano.

- Su casa de máquinas es subterránea, tiene una extensión de 110 metros y puede albergar 8 turbinas que producen entre 75 y 100 megavatios por hora, pero se ha mantenido trabajando únicamente con 4 turbinas, por lo tanto solo genera 300 megavatios trabajando así a la mitad de su capacidad.“[4]

- Las turbinas de eje vertical tipo Francis generan 75 megavatios cada una.[1]

- La cortina de la represa tiene 226 metros de altura, el equivalente a un edificio de 75 pisos.

- La represa Francisco Morazán es multipropósito, ya que sirve para control de inundaciones, producir energía, evitar la importación y el uso de combustibles caros (redujo sustancialmente la dependencia de energía del país).

- Su impresionante estructura la convierte en la más alta de Centroamérica. Además es un lugar de turismo interno ya que se encuentra construida entre grandes montañas verdes y rodeada de bellos paisajes.

## Capacidad y llenado de la Central
La Central Hidroeléctrica Francisco Morazán tiene una capacidad total de 5 700 millones de metros cúbicos, produciendo 300 megavatios por hora.
La central suele abastecerse de agua en los meses de mayo a noviembre para mantenerse funcionando durante la temporada seca de diciembre a abril.
En los años con fenómeno El Niño suele haber menos lluvias por lo que estos meses son críticos para los embalses en el país, caso contrario sucede cuando se presenta el fenómeno La Niña, con periodos de más lluvia, son los mejores momentos para llenar los embalses.
| Fenómeno | Fecha                              |
| -------- | ---------------------------------- |
| Niña     | Septiembre de 2007 a julio de 2008 |
| Niña     | Enero de 2009 a abril de 2009      |
| Niño     | Agosto de 2009 a mayo de 2010      |
| Niña     | Agosto de 2010 a mayo de 2011      |
| Niña     | Octubre de 2011 a abril de 2012    |
| Niño     | Noviembre del 2012 al presente     |

## Rentabilidad de la Central Hidroeléctrica Francisco Morazán
La represa genera parte de la energía que necesita el país pero la demanda creció sustancialmente desde su puesta en servicio y a pesar de esto no fueron continuados los planes de construcción de nuevas centrales hidroeléctricas, por lo que el déficit ha sido cubierto a través de la generación por centrales térmicas privadas, generalmente accionadas con motores diésel.